# الهام کلاب
الهام کلاب (عربی: Elham Kallab؛ زادهٔ ۱۹۴۴) پژوهشگر، استاد و نویسنده اهل لبنان است.
او عضو کمیسیون ملی زنان لبنانی و رئیس کمیته جوانان و همچنین استاد روابط شرق و غرب است.
او نشان ملی سرو(National Order of the Cedar) را با درجه شوالیه دریافت کرد.